# Hien
Hien is een buurtschap in de Nederlandse gemeente Neder-Betuwe, gelegen in de provincie Gelderland. Het ligt ten oosten van Dodewaard.
In de buurtschap staat de Hervormde kerk met een toren uit 1400.

## Zie ook

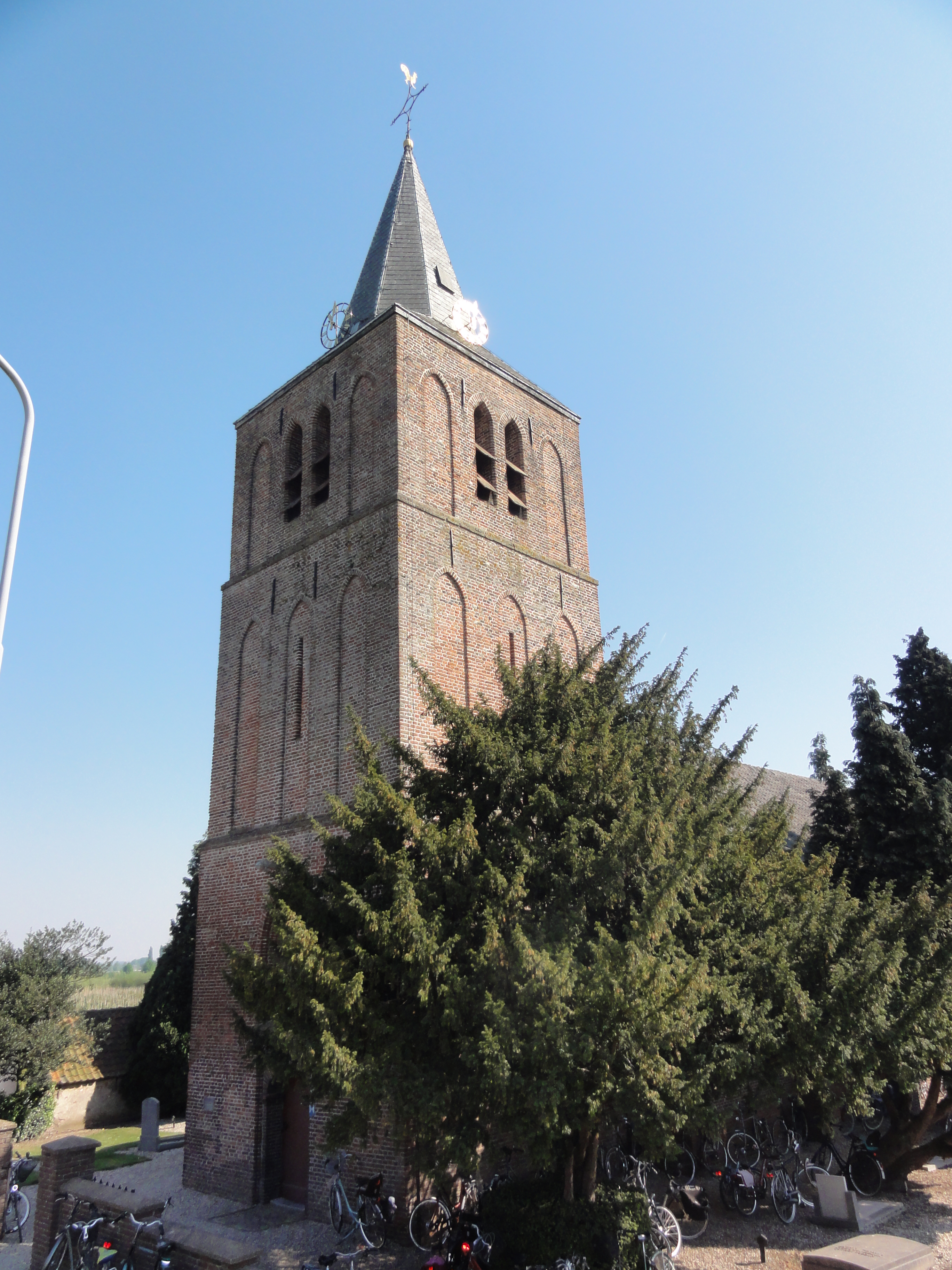
Nederlands Hervormde Kerk te Hien